# 吸血鬼之避世—血獵
《吸血鬼之避世—血獵》是由Sharkmob開發和發行的免費大逃殺遊戲。遊戲改編自桌上遊戲《吸血鬼之避世潜藏》（《黑暗世界》系列的一部分）。Microsoft Windows的搶先體驗版早於2021年9月7日發行，正式版本于2022年4月27日上线。

## 內容與玩法
《吸血鬼之避世－血獵》的背景設定於黑暗世界中捷克的首都布拉格。故事始於眾吸血鬼在布拉格參加大型聚會，不同教派間爆發戰爭，而第二宗教裁判所亦參與其中。遊戲中，玩家可選擇單人相互爭鬥或三人組隊並肩作戰，操控一位吸血鬼，在地圖上收集武器等工具以及運用角色技能來消滅其他吸血鬼，同時確保自己在教派戰爭中倖存下來。和其它大逃殺遊戲與別不同的是，玩家需要避免吸血鬼的身份被人類發現，稱為「避世」。

## 開發與發行

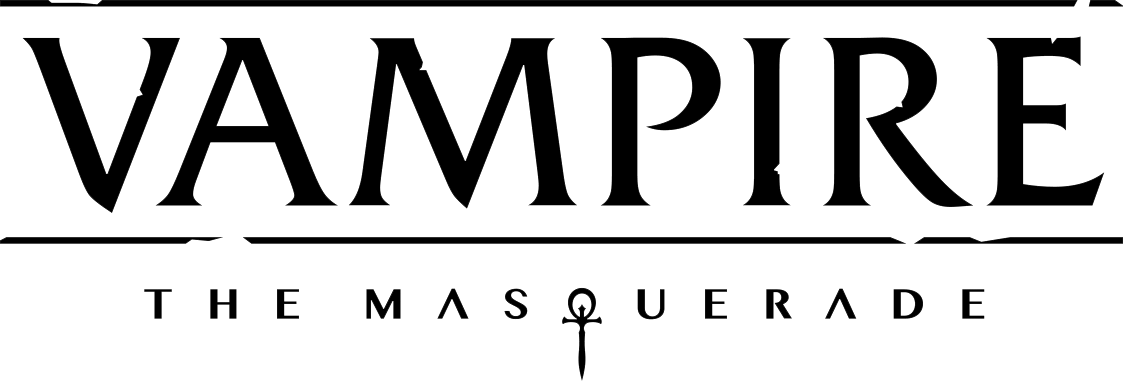
桌上遊戲《吸血鬼之避世潜藏》（《血獵》改編自此）第五版的标志

《吸血鬼之避世－血獵》由位於馬模和伦敦的騰訊旗下遊戲開發商Sharkmob開發。Sharkmob由Ubisoft Massive和IO Interactive的前員工於2017年創立，本作是他們同時開發的三款遊戲之一。遊戲改編自白狼遊戲在1991年推出的桌上角色扮演遊戲《吸血鬼之避世潜藏》，內部代號為《Tiger [Project Lonely Fish]》。開發過程中，開發者在對《黑暗世界》系列的背景設定進行了詳細研究，最後選定布拉格和教派戰爭作為遊戲故事背景，以貼合原作設定。
2020年10月，遊玩畫面在4chan上被匿名者洩露，其後Sharkmob立即發佈了官方預告片，為遊戲的首次亮相。2021年9月7日，遊戲的搶先體驗版於Microsoft Windows上發行，而完整版定於2022年初發行在Microsoft Windows和PlayStation 5上。

## 評價
《Game Informer》和Jeuxvideo.com的編輯莉安娜·魯珀特（Liana Ruppert）和艾登（Ayden）指《血獵》有趣且潛力無限，而遊戲評論家強納森·博爾丁（Jonathan Bolding）亦在《PC Gamer》撰文點出開發者皆有相當經驗，因而他相信在遊戲發行後會獲得優秀的結果。
然而，博爾丁和Destructoid的編輯克里斯·莫伊斯（Chris Moyse）認為遊戲由大逃殺遊戲和《吸血鬼之避世潜藏》的元素結合而成，設定怪異，莫伊斯指這樣做「令到粉絲和非粉絲都感到困惑」。此外，艾登亦指遊戲加載時間過長且存在漏洞，唯仍處於開發階段，因而給出15/20分。

## 外部連結
- 官方网站